# Мержаниан, Артемий Сергеевич
Артемий Сергеевич (Арутюн Саркисович) Мержаниан (31 марта 1885, Уманская — 30 января 1951, Краснодар) — советский учёный в области виноградарства. Доктор сельскохозяйственных наук с 1936 года, профессор с 1926 года.

## Биография
Родился 31 марта 1885 года в станице Уманской (ныне Ленинградская Краснодарского края России) в крестьянской семье. В 1908 году окончил Московский сельскохозяйственный институт.
В 1909—1914 годах преподавал в Донском сельскохозяйственном училище. В 1914—1915 годах работал в Никитском ботаническом саду. В 1915—1919 - на Одесской винодельческой опытной станции. В 1919—1920 годах преподавал в университете Ростова-на-Дону.
В 1920—1926 годах работал в Северо-Кавказском винном тресте, одновременно в 1920—1922 годах в Донском земельном отделе, а в 1926—1951 годах — заведующий кафедрой виноградарства Кубанского сельскохозяйственного института и одновременно в 1926—1938 годах заместитель директора по научной работе, директор Анапской опытной станции виноградарства и виноделия.
Награжден орденом «Знак Почета».
Умер в Краснодаре 30 января 1951 года.
Сын - Артемий, учёный-энолог, лауреат Ленинской премии (1961).

## Научная деятельность
Основоположник советской научной школы морфолого-физиологически направления в виноградарстве. Занимался наиболее актуальными вопросами культуры винограда и ампелографии. Исследования ученого в области биологии виноградной лозы легли в основу ряда агротехнических приемов, широко используемых на практике. Подготовил и воспитал большое количество виноградарей-энтузиастов. Автор учебников и практических руководств, по которым учились многие поколения советских виноградарей. Его учебник для вузов «Виноградарство» был известен по всему СССР. Автор более 100 научных работ по виноградарству и виноделию.
Среди трудов:
- Виноградарство.- 3-е изд.- Москва, 2002.

## Награды
- Орден «Знак Почёта»